# Poartă XOR
| INTRARE A B | INTRARE A B | IEȘIRE A XOR B |
| 0           | 0           | 0              |
| 0           | 1           | 1              |
| 1           | 0           | 1              |
| 1           | 1           | 0              |

Poarta XOR este o poartă logică digitală care implementează operația de disjuncție exclusivă; abrevierea XOR provine din engleză de la expresia „exclusive OR” („SAU” exclusiv). Ea se comportă conform tabelului de adevăr alăturat. Un rezultat 1 apare numai dacă una și numai una dintre intrările porții e 1. Dacă ambele intrări sunt 1 sau ambele sunt 0, atunci rezultatul este 0.
Această funcție reprezintă adunarea modulo 2. De aceea porțile XOR sunt folosite la implementarea adunării binare în calculatoare. Un semisumator este format dintr-o poartă XOR și o poartă AND.

## Simboluri
Există două simboluri pentru porțile XOR: simbolul 'militar' și simbolul 'dreptunghiular'. Pentru mai multe informații, vezi simbolurile porților logice.

Simbol 'Militar'
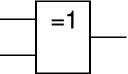
Simbol 'Dreptunghiular'

## Descriere hardware și așezarea pinilor

Diagrama aranjamentului porţilor XOR într-un circuit integrat 4070 CMOS standard.

Porțile XOR sunt porți logice de bază, și de aceea sunt recunoscute în TTL și circuitele integrate CMOS. Circuitul integrat standard, seria 4000, CMOS este 4030 sau 4070, care includ patru porți independente cu două intrări.
Varianta pentru circuitele TTL este seria 7486. 
Acestea sunt disponibile la majoritatea producătorilor de semiconductoare, precum Philips, Motorola, RCA. Este de obicei disponibil în ambele formate, DIL și SOIC.

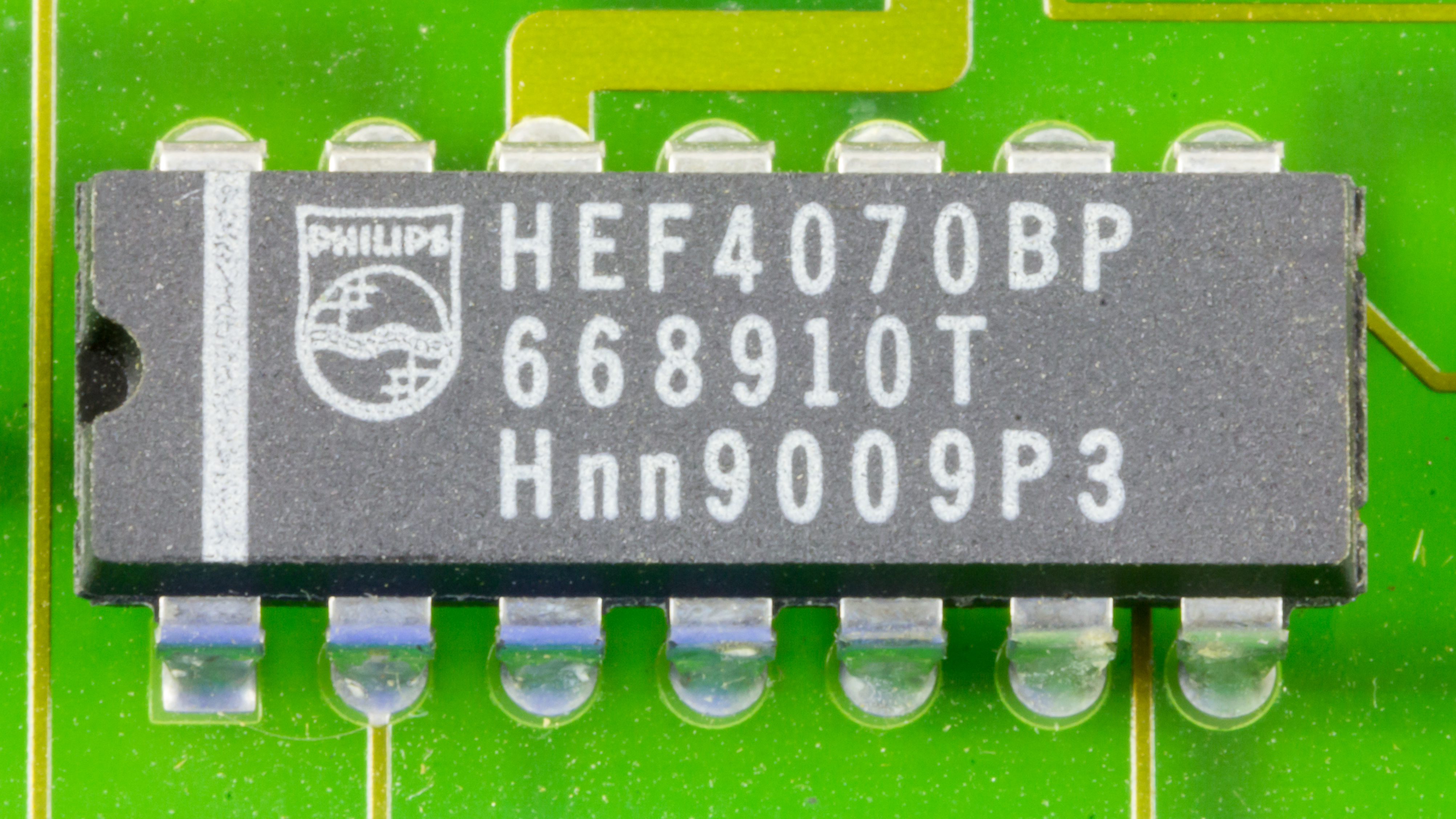
Circuit integrat 4070 CMOS standard.

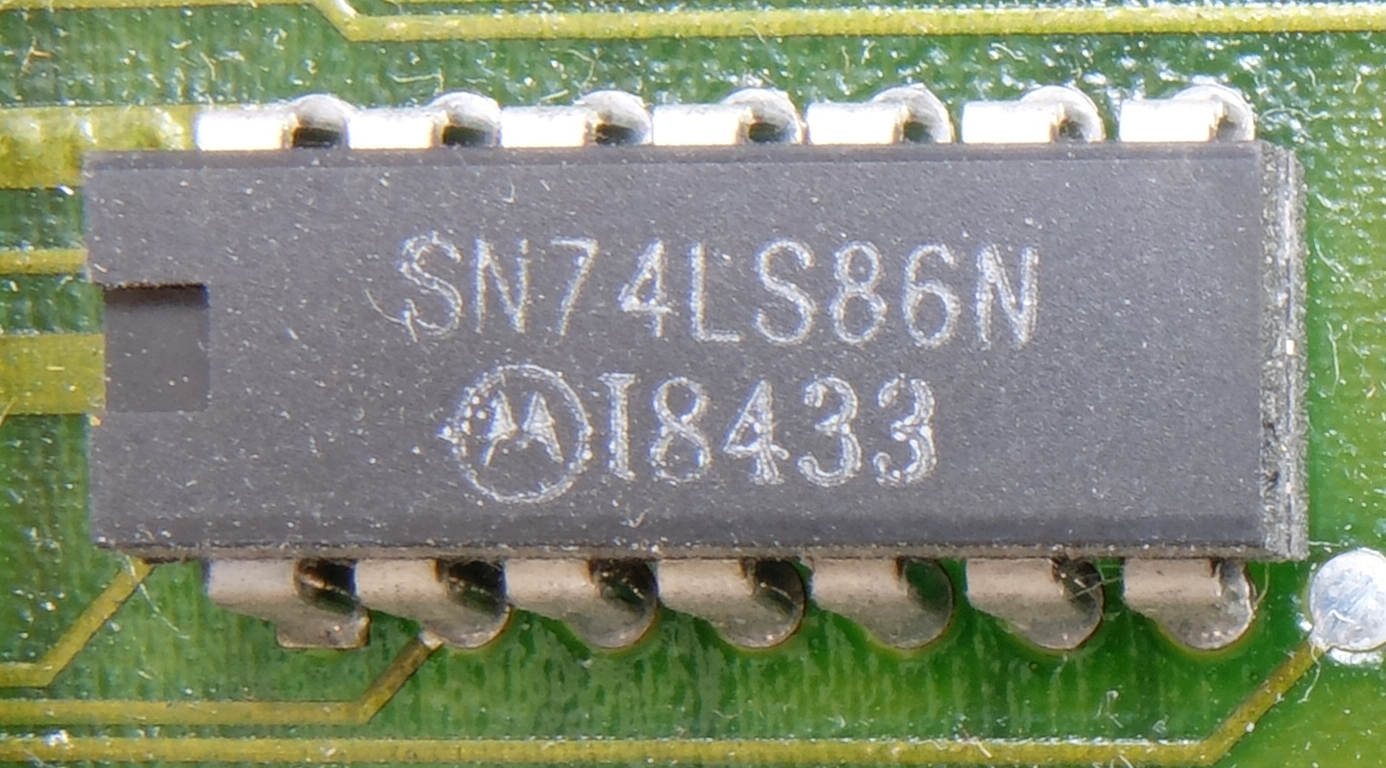
Circuit integrat 74LS86 TTL Schottky de putere mică